# 诃利鸡罗国
诃利鸡罗国是古印度东部的一个古国，具体位置有多种说法，可能位于恒河三角洲或者缅甸若开邦一带。据唐代高僧义净所著的《大唐西域求法高僧传》中记载，乘船从师子洲（即今斯里兰卡）向东北方向航行一个月即可抵达该地。